# 川口亘太

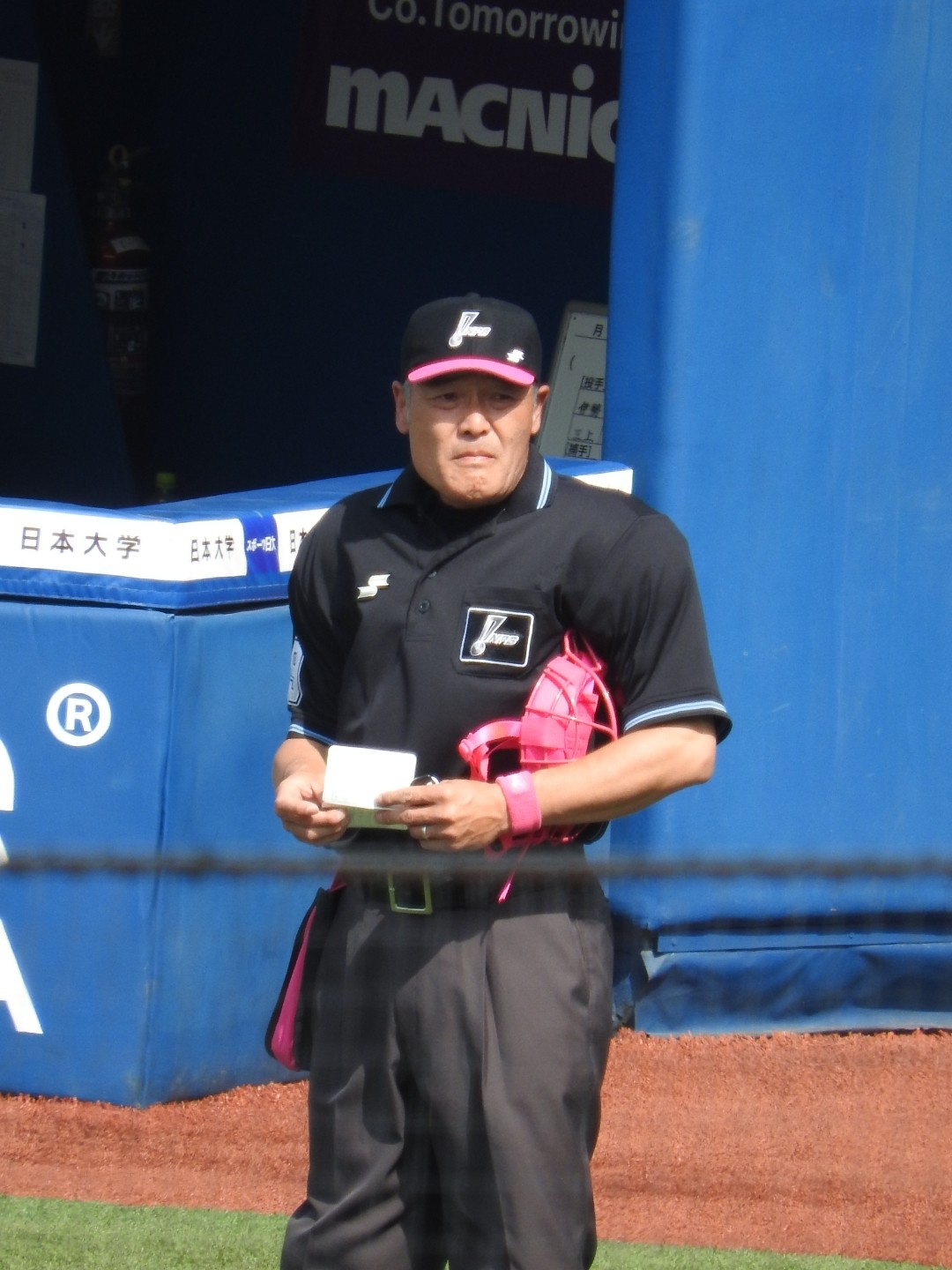
2021年5月9日 横浜スタジアムにて

川口 亘太（かわぐち こうた、1971年5月28日 - ）は、プロ野球審判員。審判員袖番号は39。

## 来歴・人物
我孫子高等学校、中央学院大学を経て1994年にパシフィック・リーグ審判部に入局。審判員袖番号は39。
2008年5月24日北海道日本ハムファイターズ対中日ドラゴンズ第2回戦（札幌ドーム）にて二塁塁審を務め、通算1000試合出場を達成した。
2023年終了時点での試合出場数は2536試合。オールスターゲーム出場4回（2001年、2004年、2011年、2019年。内2001年の第2戦と2011年の第2戦で球審）、日本シリーズ出場7回（2006年、2010年、2011年、2014年、2016年、2018年、2022年。内2006年の第2戦、2010年の第4戦、2011年の第5戦、2018年の第3戦、2022年の第5戦でそれぞれ球審）。
2013年までプロ野球の審判員で構成される「連帯労組プロ野球審判支部」の支部長も務めていたが、現在は木内九二生へと渡っている。
2015年に開催された第1回WBSCプレミア12に派遣され、7試合に出場した。決勝戦では二塁塁審を務めた。
2014年シーズンから球審での構えを「シザーススタンス」から「ボックススタンス」に変更している。
2018年7月9日、埼玉西武ライオンズ対千葉ロッテマリーンズ13回戦（メットライフドーム）で三塁塁審を務め、史上66人目の通算2000試合出場を達成した。
2021年シーズンより、クルーチーフに昇格。
2023年8月18日、東京ヤクルトスワローズ対中日ドラゴンズ18回戦（明治神宮野球場）で二塁塁審を務め、史上47人目、同年時点の現役では3人目の通算2500試合出場を達成した。

## 審判出場記録
- 初出場：1995年4月4日、ロッテ対ダイエー1回戦（千葉マリンスタジアム）、左翼外審。
- 出場試合数：2633試合
- オールスター出場：4回（2001年、2004年、2011年、2019年）
- 日本シリーズ出場：8回（2006年、2010年、2011年、2014年、2016年、2018年、2022年、2023年）

（記録は2024年シーズン終了時）

## 表彰
- パシフィック・リーグ審判員奨励賞：1回 (2002年)

(記録は2022年シーズン終了時)